# Balsam-Wasserfreund
Der Balsam-Wasserfreund (Hygrophila balsamica) ist eine Pflanzenart aus der Gattung der Wasserfreunde (Hygrophila) innerhalb der Familie der Akanthusgewächse (Acanthaceae). Sie stammt aus Indien und Sri Lanka.
Die Namen Balsam-Wasserfreund und Hygrophila balsamica leiten sich aus dem intensiven Geruch nach ätherischen Ölen ab, der entsteht, wenn man die Stängel oder die Blätter zerreibt.

## Beschreibung

### Vegetative Merkmale
Der Balsam-Wasserfreund ist eine krautige Pflanze. Der aufrecht wachsende Stängel ist bis zu 40 Zentimeter lang und 3 bis 7 Millimeter dick. Unterhalb der Wasseroberfläche wachsende, also submerse, Laubblätter stehen kreuzgegenständig am Stängel. Die fein fiederschnittigen Laubblätter sind etwa 7 Zentimeter lang und 1,5 Zentimeter breit.

### Generative Merkmale
Die achselständigen Blüten, die nur oberhalb der Wasseroberfläche entwickelt werden, sind von blass-violetter bis weißer Farbe.
Die Chromosomenzahl beträgt 2n = 34.

## Vorkommen und Gefährdung
Der Balsam-Wasserfreund kommt ursprünglich in Indien und in Sri Lanka vor. Da der Balsam-Wasserfreund weit verbreitet ist und keinerlei konkrete Bedrohungen bekannt sind, wird er von der IUCN als „Least Concern“ = „gering gefährdet“ eingestuft.

## Taxonomie
Die Erstveröffentlichung erfolgte 1782 unter dem Namen (Basionym) Ruellia balsamica durch Carl von Linné (Sohn) in Supplementum Plantarum Systematis Vegetabilium Editionis Decimae Tertiae, Seite 289–290. Die Neukombination zu Hygrophila balsamica (L. f.) Raf. wurde 1838 durch Constantine Samuel Rafinesque in Flora Telluriana, Band 4, Seite 66 veröffentlicht.

## Nutzung
Der Balsam-Wasserfreund ähnelt dem Indischen Wasserstern sehr, wurde in den 1980er Jahren eine Zeit lang im Zoofachhandel für die Bepflanzung von Aquarien angeboten. Es kam jedoch bei der Kultivierung in Aquarien regelmäßig zu Fischverlusten, da diese Pflanzenart einen für Fische unverträglichen Inhaltsstoff enthält. Lediglich in bereits submers angezogenen Pflanzenexemplaren ist dieser nicht enthalten.